# سایمون سلان جونز
سایمون سلان جونز (انگلیسی: Simon Cellan Jones؛ زادهٔ ۶ نوامبر ۱۹۶۳) کارگردان تلویزیونی و کارگردان فیلم اهل بریتانیا است.
از فیلم‌ها یا مجموعه‌های تلویزیونی که وی در آن‌ها نقش داشته‌است، می‌توان به لبه تاریکی، فوتبالیست‌ها، فضای گسترده، جسیکا جونز، کلوندایک، بورجیاها، امپراتوری بوردواک، نسل‌کشی، شرلوک هلمز و پرونده جوراب ابریشمی و رخنه‌گر اشاره نمود.